# 東ローマ帝国支配下のギリシャ
ビザンティン期のギリシャでは、東ローマ帝国支配下のギリシャのことを記し、これは基本的にビザンティン帝国そのものの歴史と重なる。

## 背景
ギリシャ半島は紀元前146年にローマの保護国となり、エーゲ海の諸島も紀元前133年にその領域に加えられた。紀元前88年、アテネを含む複数のギリシャ都市が反乱を起こすも、ローマの執政官スッラによって鎮圧される。その後もローマ内戦によりこの地域はさらに荒廃し、最終的にアウグストゥスが紀元前27年にこの地を「アカイア州」として再編成した。
ギリシャはローマ帝国の「東方属州」の典型であった。ローマ人はここに植民し、都市には新しい建築物を提供した。とくにアテネのアゴラでは、マルクス・アグリッパによるアグリッペイア、ティトゥス・フラウィウス・パンタイノスの図書館、「風の塔」などが建設された。ローマ人は一般にギリシャ文化を愛好しており、ギリシャ人もまたローマへの忠誠を示していた（要出典）。
ローマ帝国下においても、ギリシャの生活は以前とほぼ変わらず続いた。ギリシャ語は帝国の東方、そして最も重要な地域においてリンガ・フランカ（共通語）であり続けた。ローマ文化は古典ギリシャ文化に大きな影響を受けていた（→グレコ・ローマン文化）。ホラティウスは「捕らえられたギリシャは、その粗野な征服者を逆に虜にした（Graecia capta ferum victorem cepit）」と詠んでいる。ホメロスの叙事詩は、ウェルギリウスの『アエネーイス』の着想源となり、セネカのような作家たちはギリシャ風の文体で著作を残した。スキピオ・アフリカヌス、ユリウス・カエサル、マルクス・アウレリウスといった著名なローマ人たちもギリシャ語で作品を著した。
この時代、ガレノスやダマスカスのアポロドーロスのようなギリシャの知識人たちが絶えずローマに招かれた。ローマ市内では、とりわけ哲学者のようなエリートたちだけでなく、船乗りや商人といった労働階級の人々もギリシャ語を話していた。ネロ帝は66年にギリシャを訪問し、非ギリシャ人の出場を禁じられていたオリンピックに出場した。彼はすべての競技で当然のように勝者として称えられ、67年にはコリントスで開催されたイストミア大祭でギリシャの自由を宣言した（これは約200年前にフラミニヌスが行ったのと同様である）。
ハドリアヌス帝もギリシャを特に愛好しており、皇帝になる前にはアテネの最高行政官（英語版）を務めた。彼はアテネに自身の名を冠した凱旋門を建設し、ギリシャ人の愛人アンティノウスを持ったとされる（要出典）。
同時期、ギリシャおよびローマ東部の多くの地域はキリスト教の影響を受け始めた。使徒パウロはコリントスやアテネで布教を行い、ギリシャはまもなく帝国内で最もキリスト教化の進んだ地域の一つとなった。

## 初期の時代（4世紀）
2～3世紀の間、ギリシャはアカイア州、マケドニア州、エペイロス州、トラキア州などに分かれていた。3世紀末、ディオクレティアヌス帝の統治下で西バルカン地域は「ローマ管区(diocese)」に再編成され、ガレリウスが統治した。コンスタンティヌス1世の時代には、ギリシャはマケドニア管区およびトラキア管区の一部となった。エーゲ海の東部および南部の諸島は「アジア管区」内のインスラエ州として編入された。
ギリシャはテオドシウス1世の治世中にヘルール族、ゴート族、ヴァンダル族の侵入を受けた。アルカディウス帝の摂政スティリコは、西ゴート族の侵入時にテッサリアから撤退した。アルカディウスの侍従長エウトロピウスはアラリックのギリシャ侵入を黙認し、アラリックはコリントスやペロポネソス半島を略奪した。スティリコは最終的に397年頃に彼らを撃退し、アラリックはイリュリクムの「軍司令官（magister militum）」に任命された。その後、アラリックとゴート族はイタリアに移動し、410年にはローマを略奪、最終的にはイベリア半島と南仏に西ゴート王国を建国した（この王国は711年のアラブ来襲まで続いた）。
ギリシャは帝国の東半分の比較的統一された部分にとどまった。かつては古代末期におけるギリシャの貧困や人口減、蛮族による破壊、内的衰退などが語られてきたが、最近の考古学的発見によりそれらの見方は見直されている。実際、ポリス（都市国家）という制度は6世紀まで繁栄していたと考えられている。ヒエロクレスの『シネクデモス』のような同時代資料によれば、古代末期のギリシャは高度に都市化されており、およそ80もの都市が存在した。この「経済的繁栄」という見解は現在広く受け入れられており、4世紀から7世紀にかけて、ギリシャは東地中海地域で最も経済的に活発な地域の一つであったと推測されている。
アレクサンドリアとアンティオキアがアラブに奪われた後、テッサロニキはビザンティン帝国第二の都市として栄え、「共同皇都（symbasileuousa）」とも称された。ギリシャ半島は、ローマ末期から初期ビザンティン期にかけて、キリスト教の中心地としての地位を保ち続けた。スラヴ人の侵入からの回復後には再び繁栄を取り戻した。小アジアへのセルジューク朝の侵入や、ラテン人によるコンスタンティノープル占領などを契機に、ビザンツ帝国は後期になるにつれギリシャ半島への関心を強めていく。ペロポネソス半島はとりわけ、ラテン支配時代やビザンツの再征服期、そして最終的なオスマン帝国への陥落に至るまで、経済的にも知的にも繁栄を保っていた。

## 再編と外的脅威（5〜8世紀）
紀元479年と482年、ギリシャのマケドニア地方は、東ゴート王テオドリック（在位493年～526年）率いる東ゴート族によって襲撃された。また、540年にはブルガール人がトラキアおよびギリシャ北部全域を襲撃し、その後も幾度となく侵入を繰り返した。これらの継続的なブルガール人の侵入に対応するため、ビザンツ帝国は「アナスタシウスの長城（Anastasian Wall）」（英語版）と呼ばれる防衛壁の建設を余儀なくされた。この防壁は、セリムブリア（現在のシリヴリ）から黒海まで、およそ30マイル（約48キロ）以上にわたって延びていた。
559年にはフン族およびブルガール人が再びギリシャを襲撃したが、当時ユスティニアヌス1世はローマ帝国の中心地を奪還しようとしてイタリアに遠征していたため、ビザンツ軍は本国に戻っていなかった。
歴史資料によれば、579年以降、スラヴ人がギリシャの一部に侵入・定住し始め、580年代になるとビザンツ帝国はギリシャ半島全体の支配をほぼ失いかけた。しかし、6世紀末以前にスラヴ人がビザンツ帝国領内に本格的に侵入したことを示す考古学的証拠は存在せず、ギリシャにおけるスラヴ文化の痕跡も全体として非常に稀である。
テッサロニキは、615年頃にスラヴ人の攻撃を受けたが、陥落しなかった。スラヴ人は最終的にビザンツ軍によって撃退され、捕らえられ「スクラヴィニア（Sclaviniae）」（英語版）と呼ばれる隔離された共同体に集住させられた。
610年にはヘラクレイオスが東ローマ皇帝として即位し、その治世下でギリシャ語が帝国の公用語として正式に採用された。
7世紀初頭、コンスタンス2世はギリシャ半島からバルカン半島および小アジア中央部へとスラヴ人を大規模に追放する措置を初めて実施した。ユスティニアヌス2世はスクラヴィニアの大部分を征服・破壊し、10万〜20万人のスラヴ人をギリシャ半島からビテュニア（小アジア北西部）に強制移住させた。また約3万人のスラヴ人を彼の軍隊に編入した。こうして隔離された共同体に収容されたスラヴ人たちは、ビザンツ帝国が外敵と戦う際の軍事要員として利用された。ペロポネソス半島では、さらなるスラヴ人の侵入により半島西部が混乱に陥ったが、東部はビザンツの統治下にとどまっていた。皇后エイレーネは軍事遠征を組織してこれらの地域を解放し、ビザンツの支配を回復させた。しかし、スラヴ的要素が完全に排除されたのは皇帝ニケフォロス1世の治世に入ってからであった。6世紀にスラヴ人がペロポネソスを占拠した際、多くのギリシャ人がパトラから脱出して南イタリアのレッジョ・カラブリア近郊に避難した。ニケフォロスはこれら難民の子孫たちに帰還を命じ、ペロポネソスに再定住させた。
7世紀半ば、皇帝コンスタンス2世は帝国の再編を行い、「テマ（軍管区）」制度を導入した。その中には、トラキア・テマ、ギリシャ南部およびエーゲ海諸島の海軍部隊「カラビシアノイ（Karabisianoi）」（英語版）が含まれていた。後にユスティニアヌス2世はカラビシアノイを、コリントスを中心とする「ヘラス・テマ」と「キビュラエオティック・テマ」に分割した。この頃には、スラヴ人はビザンツにとってもはや脅威ではなくなっており、たび重なる敗北やスクラヴィニアへの隔離により封じ込められていた。ビテュニアに存在していたスラヴ共同体は、692年のセバストポリスの戦いで将軍レオンティオスがアラブ軍に敗れた際、スラヴ兵がアラブ側に寝返ったため、ビザンツによって壊滅させられた。
727年、これらのテマは聖像破壊論者であった皇帝レオ3世に反旗を翻し、独自の皇帝を立てようとしたが、レオ3世によって鎮圧された。彼はカラビシアノイの司令部をアナトリアへ移し、そこから「キビュラエオティック・テマ」を設置した。この時点まで、ギリシャとエーゲ海の地域は形式上ローマ教皇の宗教管轄下にあったが、レオ3世は教皇庁と対立し、これらの地域をコンスタンティノープル総主教の管轄に移した。皇帝として、レオ3世はユスティニアヌスの時代以降で最も多くの行政・法的改革を実施した。
その一方で、アラブ人がエーゲ海に対して本格的な襲撃を開始した。最終的に、ビテュニアにはギリシャ本土やキプロスからのギリシャ語話者が再定住し、人口が補われた。

## 繁栄とビザンツ帝国の栄光（8〜11世紀）
関連：マケドニア朝ルネサンス
ニケフォロス1世は9世紀初頭、スラヴ人およびブルガール人が支配していた地域の再征服を開始した。彼は小アジアからギリシャ語を話す人々をギリシャ半島およびバルカン半島へ再定住させ、ヘラス・テマを北方のテッサリアおよびマケドニアの一部、南方の奪還されたペロポネソスの領域まで拡張した。スラヴ人に囲まれた「アルコン管区」として存在していたテッサロニキも、独自のテマに再編された。これらの新たなテマは軍に1万人の兵を提供し、ニケフォロスはその力を用いて大多数のスラヴ人をキリスト教に改宗させることに成功した。
クレタ島は824年にアラブ勢力に占領された。9世紀末、レオ6世はブルガール人のシメオン1世による侵攻にも直面した。シメオン1世は896年にトラキアを略奪し、さらにゾエ皇后の摂政下であった919年にも再度侵入した。シメオン1世は922年に再び北ギリシャに侵入し、アテネ北方のテーバイ（テーベ）まで進軍した。961年、ニケフォロス2世フォカスはクレタ島の首都ハンダクス包囲戦の末に同島をアラブ人から奪還した。
10世紀後半、ギリシャにとって最大の脅威となったのはブルガリアのサムイル皇帝であり、彼はたびたびビザンツのバシレイオス2世とこの地の支配権をめぐって戦った。985年、サムイルはテッサリアと重要な都市ラリサを奪い、989年にはテッサロニキを略奪した。991年からバシレイオス2世は徐々にこれらの地域を奪還し始めたが、997年にはサムイルが再びテッサロニキ周辺およびペロポネソスを占領し、最終的にブルガリアに撤退するまで占領を維持した。999年には彼がディッラキウム（現アルバニアのドゥラス）を奪い、北ギリシャを再度略奪した。バシレイオスは1002年までにこれらの地域を奪還し、死の直前の10年間でブルガリア全土を完全に征服した（→「ビザンツによるブルガリア征服」（英語版）参照）。
1025年にバシレイオス2世が没した時点で、ギリシャは以下のようなテマに分割されていた：クレタ、ペロポネソス、トラキア、マケドニア、ヘラス、ニコポリス、ディッラキウム、ケファロニア、テッサロニキ、ストリュモン、キクラデス諸島、およびエーゲ海地域。これらの地域は、ブルガリアの旧領を編成した新たなテマによって、外敵の侵入や襲撃から守られていた。
10世紀のギリシャはますます繁栄し、都市は再び成長し始めた。アテネやコリントスはおそらく人口1万人規模にまで発展し、テッサロニキは最大で10万人ほどの人口を抱えていた可能性がある。これらのテマ出身の貴族階級は重要な存在となり、特に867年から1056年まで帝国を統治したマケドニア朝の皇帝たちがその代表であった。
土地の再開発も進み、トラキアやテッサリアの平原では小麦が生産され、テーバイでは織物の工場が建てられ、それら生産物が税としてコンスタンティノープルに納められるようになった。だが、東ローマ帝国の支配は、アテネの主教が「一体あなた方に何の不足があるのか。テーバイの絹織物ではあるまい、テッサリアやマケドニアでとれた小麦でもあるまい。それはみな我々が作ったものだ。だが、すべての物はコンスタンティノープルに流れて行ってしまう。」と嘆くほどの重税による圧政に苦しめられた。そのため884年にコルフ島がノルマン人に占領された時や後の十字軍の侵入時、現地の市民は侵入者たちをコンスタンティノープルの中央政府からの圧政からの解放者として歓迎した。

## 第四回十字軍とラテン支配
11世紀後半、ギリシャおよびビザンツ帝国全体は、シチリアのノルマン人からの新たな脅威に直面した。ロベール・ギスカールは1081年にディッラキウムおよびコルフ島（コルキュラ）を占領した（→ディッラキウムの戦い参照）。しかしアレクシオス1世が彼を、後にはその息子ボエモンを1083年までに撃退した。この時期、ペチェネグ人もトラキアを襲撃していた。
1147年、第2回十字軍の騎士たちがビザンツ領内を通過する一方で、シチリア王ロジェ2世はコルフ島を占領し、テーベとコリントスを略奪した。
1197年には神聖ローマ皇帝ハインリヒ6世が、父フリードリヒ1世のビザンツ帝国に対する敵意を引き継ぎ、かつてノルマン人が一時的に支配していたギリシャを奪還する名目で侵攻をほのめかした。アレクシオス3世は彼に賠償金を支払わざるを得なかったが、そのために課された重税は、ギリシャやペロポネソスでの反乱を含む度重なる反発を引き起こした。また彼の治世中には、第四回十字軍がアレクシオス4世を皇位につけようとして動き出し、最終的にはコンスタンティノープルを侵攻・略奪するに至った。
11〜12世紀のギリシャは、セルジューク朝に蹂躙されていたアナトリア（小アジア）と比べれば、比較的平穏で繁栄していた。テッサロニキは1185年にノルマン人の略奪を受けながらも、おそらく15万人規模にまで成長していた。テーベもまた人口3万人ほどの都市として繁栄し、重要な絹織物産業の中心地となっていた。アテネやコリントスも依然として1万人程度の人口を有していたと考えられる。ギリシャ本土の都市は、セルジュークに奪われたアナトリアの代わりとして、首都への穀物供給地として重要な役割を果たし続けていた。
しかし、1204年に第四回十字軍によってコンスタンティノープルが陥落すると、ギリシャは十字軍の手で分割統治されることとなった。ラテン帝国はコンスタンティノープルおよびトラキアを保持し、その他のギリシャ地域は、テッサロニキ王国、アカイア公国、アテネ公国として分割された。ヴェネツィア人はエーゲ海において、ナクソスを中心とする「ナクソス公国（群島公国、デュカテ・オブ・ジ・アーキペラゴ）」を支配した。一方、エピロス専制公国は、ビザンツのギリシャ系後継国家の一つとして成立した。
1261年、ミカエル8世パレオロゴスは帝国を再建し、テッサロニキ王国も奪還した。1282年の死までに、彼はエーゲ海諸島、テッサリア、エピロス、アカイアの大部分（十字軍の要塞ミストラスを含む）を取り戻し、そこはビザンツの「専制領」の拠点となった。しかし、アテネとペロポネソス半島北部は依然として十字軍勢力の支配下にあった。アンジュー家のシャルルおよびその息子たちは、消滅したラテン帝国の皇位継承を主張し、エピロスへの侵攻を試みたが、実際には何の成果も上げることはできなかった。

## ビザンツ帝国による再征服と再建
関連：パレオロゴス王朝
アンドロニコス3世パレオロゴスの治世（1328年〜）の時点で、ビザンツ帝国はギリシャの大部分、特に大都市テッサロニキを支配していたが、それ以外の領土はほとんど保持していなかった。エピロスは名目上はビザンツ領であったが、時折反乱を起こしており、1339年になってようやく完全に再征服された。
1340年代には、ヨハネス5世パレオロゴスとヨハネス6世カンタクゼノスの間で内戦が起こり、ギリシャはその主戦場として利用された。同時に、セルビア人やオスマン帝国がギリシャへの攻撃を開始した。1356年までには、エピロスおよびテッサリアにおいて再び独立した専制領（デスポタト）が成立した。
この時代、ペロポネソス半島（当時は「モレア」と呼ばれていた）は事実上ビザンツ帝国の中心地となっており、最も肥沃な地域でもあった。ミストラスやモネンヴァシアは、14世紀半ばの黒死病の流行後も人口が多く繁栄していた。ミストラスはコンスタンティノープルに匹敵するほどの重要性を持つ都市であり、ギリシャ正教の拠点として、皇帝たちがカトリック教会との統合を図る試みに強く反対していた。たとえその統合が、オスマン帝国に対抗するため西欧からの援助を得る道を開くものであったとしても、である。

## オスマン帝国による征服
オスマン帝国は、14世紀後半から15世紀初頭にかけて、バルカン半島およびギリシャの征服を開始し、テッサロニキ、イオアニナ、テッサリアなどの地域を占領した。1445年、将来の皇帝コンスタンティノス11世（当時ミストラスの専制公）は、オスマン帝国に占領されていたテッサリアを一時的に奪還したが、その他のオスマン領に対しては有効な手立てを講じることはできなかった。
1453年、オスマン軍がコンスタンティノープルを最終的に陥落させた際、皇帝コンスタンティノス11世は敗北し、戦死した。首都の陥落後、オスマン帝国は1458年までにアテネも占領したが、ペロポネソスには1460年までビザンツ系の専制公国（デスポタト）が残された。
ヴェネツィア人は依然としてクレタ島、エーゲ海の諸島、およびいくつかの港湾都市を支配していたが、それ以外のギリシャ地域の多くはオスマン帝国の支配下に置かれた。ただし、山岳地帯や森林の深い地域は例外であり、オスマンの統制が及ばないまま残された。